# Véhicule électrique en Corée du Sud
Le véhicule électrique en Corée du Sud se développe rapidement : en 2023, la part de marché de la voiture électrique atteint 7,9 %, le parc de voitures électriques est estimé à 460 000 voitures, celui de véhicules utilitaires électriques à 120 000 véhicules et celui de bus électriques à 4 400 bus.

## Statistiques
Les ventes de voitures électriques en 2023 sont estimées par l'Agence internationale de l'énergie à 120 000 voitures, celles de voitures hybrides rechargeables à 12 000 voitures et celles de voitures à pile à combustible à 4 300 voitures. La part de marché de ces trois catégories atteint 7,9 % contre 8,5 % en 2022. Le parc de voitures électriques est estimé à 460 000 voitures, celui de voitures hybrides rechargeables à 59 000 voitures et celui des voitures à hydrogène à 34 000 voitures. Le parc de véhicules utilitaires électriques est estimé à 120 000 véhicules et celui de bus électriques à 4 400 bus. Le nombre de points de recharge accessibles au public atteint 201 000, dont 21 000 à charge rapide.
| Année | Voitures particulières | Part de marché | Parc    | Utilitaires | Bus   |
| ----- | ---------------------- | -------------- | ------- | ----------- | ----- |
| 2013  | 600                    | nd             | 1 400   |             |       |
| 2014  | 1 300                  | 0,1 %          | 2 700   |             |       |
| 2015  | 3 100                  | 0,2 %          | 5 800   |             |       |
| 2016  | 4 700                  | 0,3 %          | 10 000  |             | 30    |
| 2017  | 14 000                 | 0,9 %          | 24 000  |             |       |
| 2018  | 55 000                 | 3,8 %          | 55 000  | 300         | 50    |
| 2019  | 33 000                 | 2,3 %          | 89 000  | 1 500       | 110   |
| 2020  | 31 000                 | 2,4 %          | 120 000 | 15 000      | 700   |
| 2021  | 72 000                 | 5,8 %          | 190 000 | 29 000      | 340   |
| 2022  | 120 000                | 8,5 %          | 300 000 | 36 000      | 640   |
| 2023  | 120 000                | 7,9 %          | 460 000 | 41 000      | 2 500 |

## Production de véhicules électriques

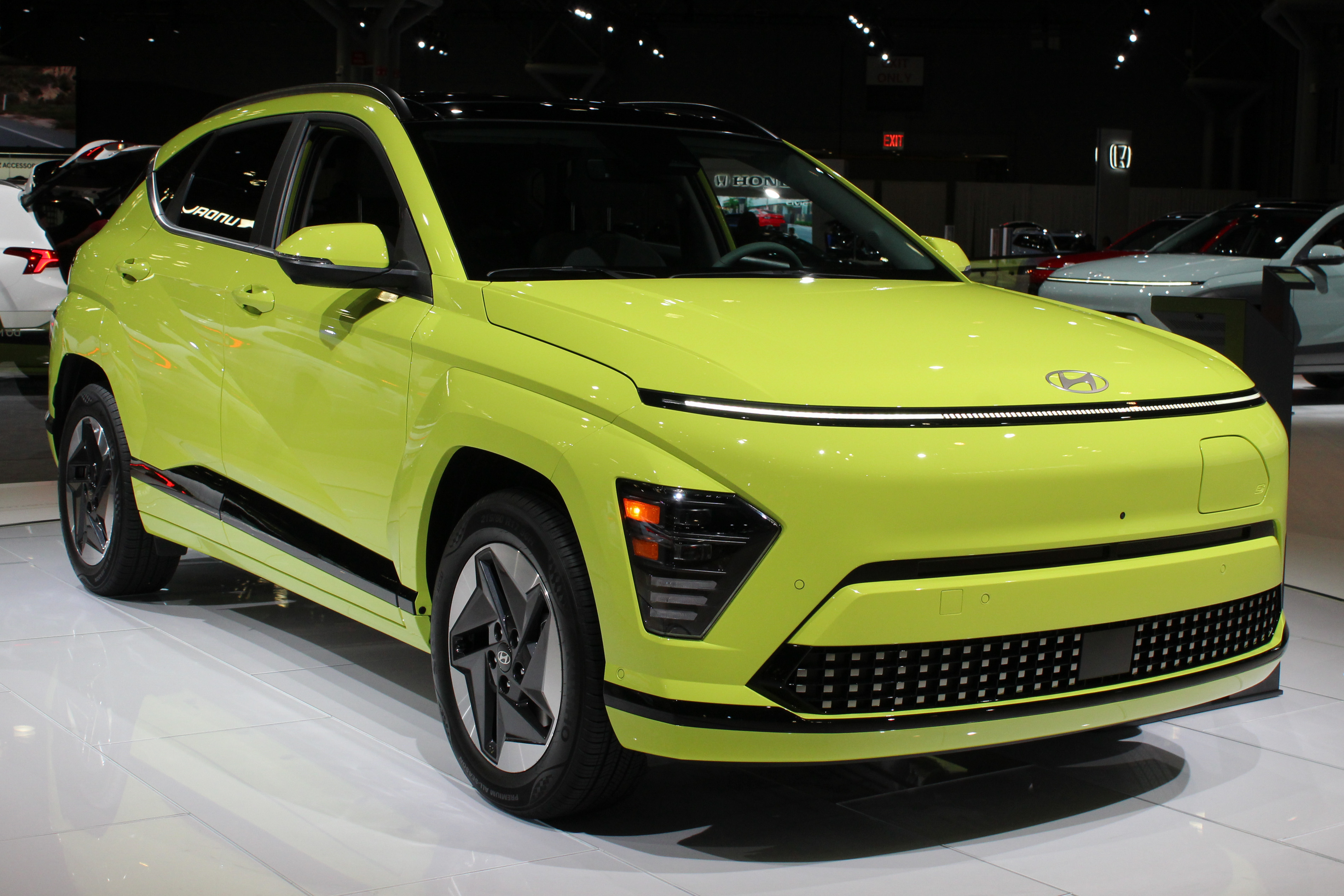
Hyundai Kona, 2023.

Le conglomérat Hyundai Motor Group comprend les constructeurs automobiles Hyundai Motor, Kia Motors, Genesis Motors, l'équipementier Hyundai Mobis, etc. Le groupe est en 2023 au troisième rang mondial des ventes d'automobiles (7,34 millions de véhicules), derrière Toyota et Volkswagen. En 2019, la firme possède vingt usines dont sept en Corée du Sud, ces dernières ont produit environ 1,8 million de véhicules sur 4,4 millions vendus dans le monde. Kia a des usines en Corée du Sud (à Sohari, Hwasung et Gwangju), aux États-Unis (dans l'État de Géorgie), en Chine (à Yancheng) et en Slovaquie (à Žilina).
L'usine de Hyundai à Ulsan est en 2023 la plus grande usine automobile du monde : elle produit plus de 1,4 million de véhicules par an. Son usine européenne de Nošovice (République tchèque) pousse l'intégration verticale au maximum : Hyundai fabrique tout lui-même, y compris l'acier (Hyundai Steel) ou les robots (Hyundai Robotics), sauf les vitres (fournies par le chinois Fuyao), les pneus (le français Michelin) et les batteries électriques (le coréen LG).
En 2023, les ventes mondiales de Hyundai Motor, toutes motorisations confondues, atteignent 3 993 179 voitures, au 4e rang mondial et celles de Kia 3 085 771 véhicules, au 7e rang mondial, en hausse de 6,3 %, dont 563 660 véhicules en Corée du Sud.
Les ventes mondiales de voitures électriques de Kia en 2023 s'élèvent à 246 009 voitures et celles de Hyundai à 242 664 voitures, aux 14e rang et 15e rang du classement par marque ; au premier rang, BYD en a vendu 2 876 748. Au classement par constructeur, Hyundai Motor Group recule de la 7e place (4,6 % de part de marché) à la 9e place (3,7 %), loin derrière BYD (22 %) et Tesla (13,2 %).
Hyundai annonce en mars 2024 un plan d'investissement de 68 milliards de wons (50,5 milliards de dollars) pour favoriser le développement et la production de véhicules électriques. Il compte construire trois nouvelles usines en Corée du Sud pour augmenter la production annuelle de véhicules électriques dans le pays à 1,51 million d'unités d'ici 2030 ; au niveau mondial, sa production totale de véhicules électriques atteindra alors environ 3,6 millions d'unités.

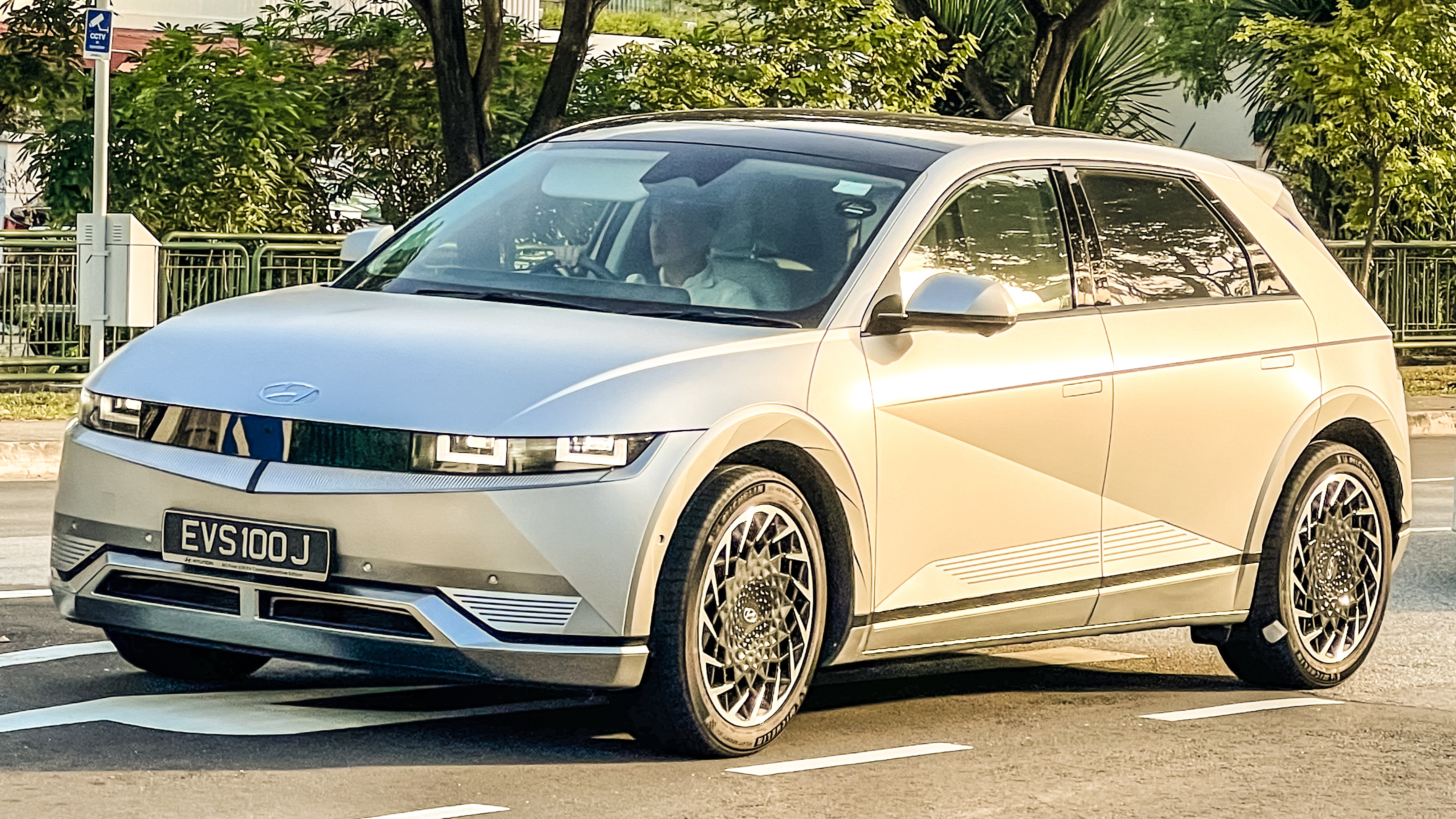
Hyundai Ioniq 5, 2024.
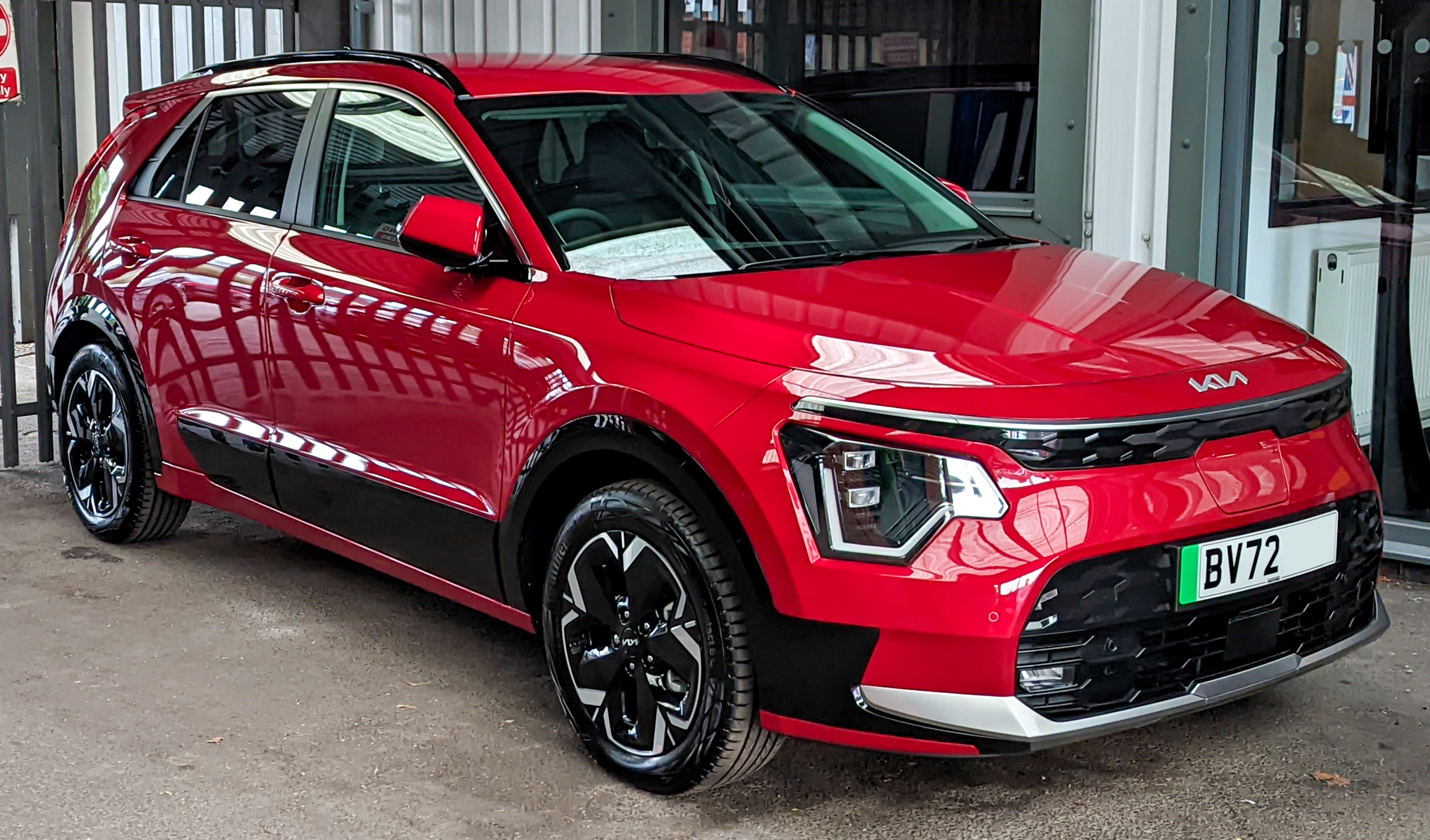
Kia Niro, 2022.
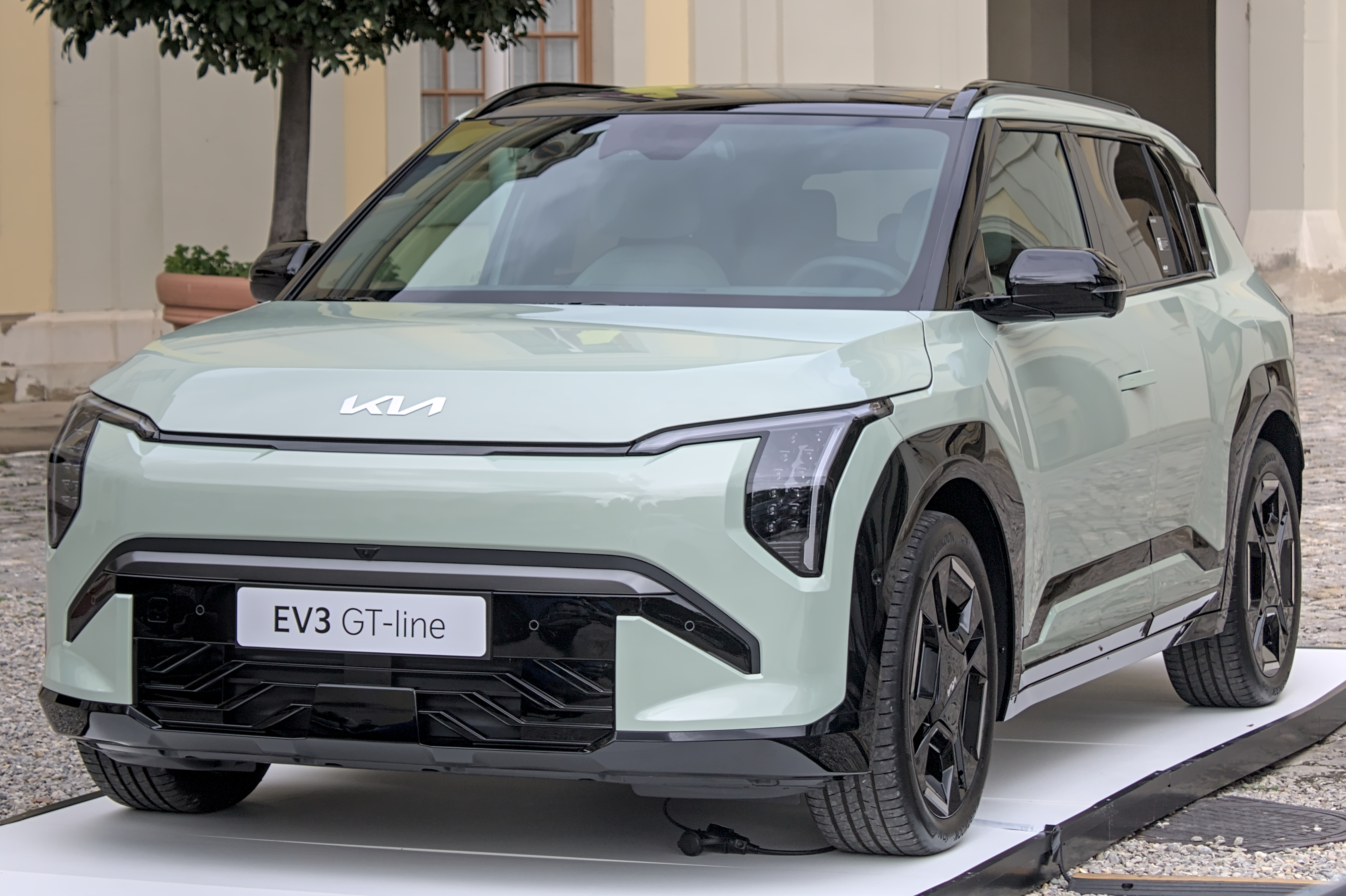
Kia EV3, 2024.
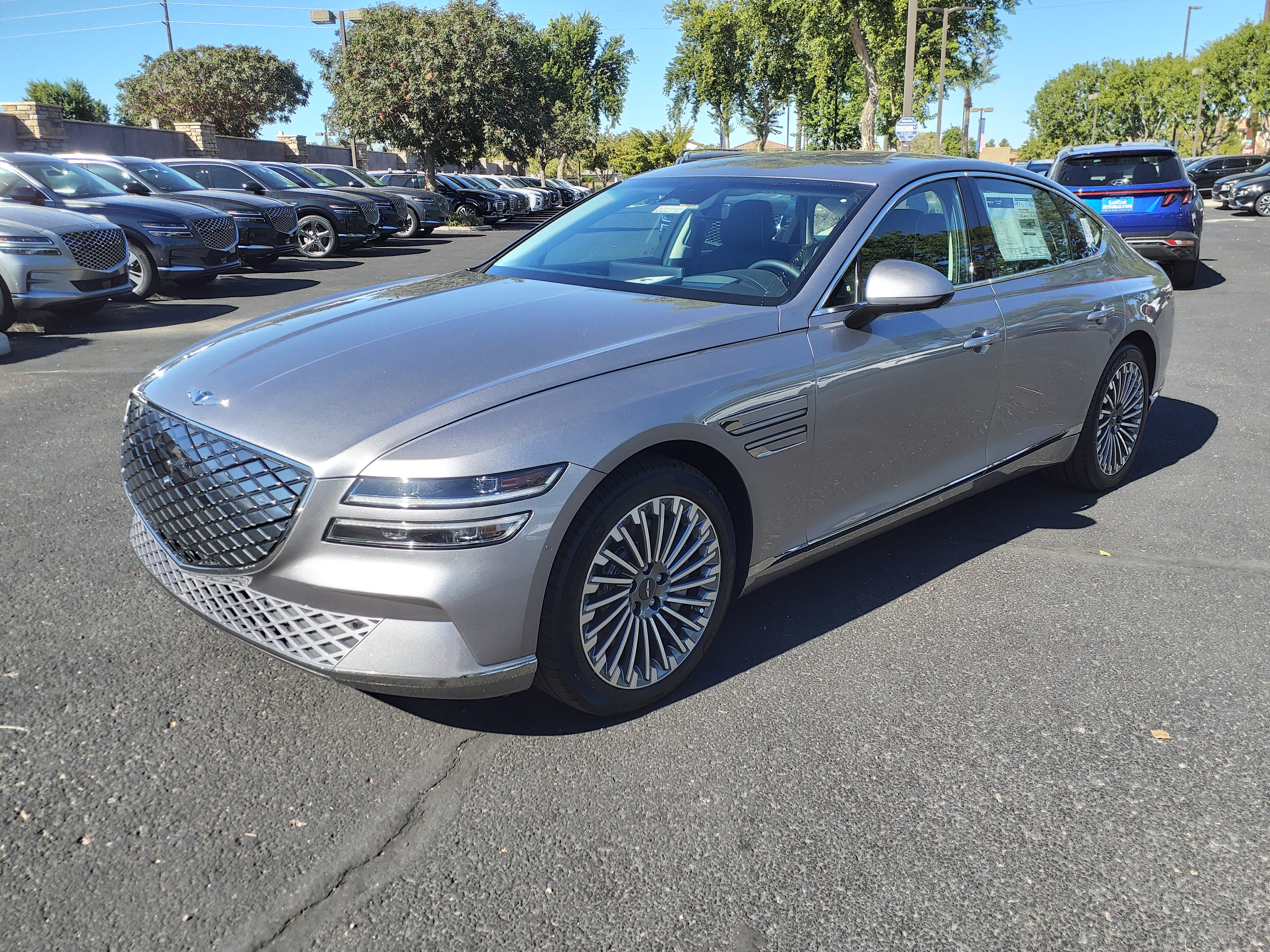
Genesis G80, 2022.

## Stations de recharge
En 2023, la Corée du Sud dispose de 201000 points de recharge accessibles au public, dont 21000 points de recharge rapide. En 2021, le pays avait 107000 points de recharge, dont 15000 points de recharge rapide.